# Campionati europei di nuoto di fondo 2025 - 10km maschile
La gara maschile dei 10km ai campionati europei di nuoto di fondo 2025 si è svolta il 28 maggio 2025 a Cittavecchia. Hanno preso parte alla competizione 31 atleti

## Risultati
| Pos. | Atleta               | Tempo      | Gap       |
| ---- | -------------------- | ---------- | --------- |
|      | Kristof Rasovszky    | 1:47:23.68 |           |
|      | Logan Fontaine       | 1:47:26.05 | +2.36     |
|      | Marc-Antoine Olivier | 1:47:26.18 | +2.50     |
| 4    | Gregorio Paltrinieri | 1:47:26.27 | +2.58     |
| 5    | Andrea Filadelli     | 1:47:26.28 | +2.59     |
| 6    | Sacha Velly          | 1:47:29.33 | +5.64     |
| 7    | Matan Roditi         | 1:47:30.61 | +6.92     |
| 8    | Athanasios Kynigakis | 1:47:31.34 | +7.65     |
| 9    | Dario Verani         | 1:47:33.30 | +9.62     |
| 10   | David Bethlehem      | 1:47:35.23 | +11.54    |
| 11   | Luca Karl            | 1:48:38.16 | +1:14.48  |
| 12   | Mario Mendez Puga    | 1:48:38.83 | +1:15.15  |
| 13   | Mateo Garcia Castro  | 1:48:38.89 | +1:15.21  |
| 14   | Paul Niederberger    | 1:48:39.38 | +1:15.69  |
| 15   | Christian Schreiber  | 1:48:40.67 | +1:16.99  |
| 16   | Martin Straka        | 1:48:42.45 | +1:18.77  |
| 17   | Piotr Wozniak        | 1:49:33.46 | +2:09.77  |
| 18   | Hector Pardoe        | 1:52:24.38 | +5:00.69  |
| 19   | Yonatan Ahdut        | 1:53:04.90 | +5:41.21  |
| 20   | Hunor Kovacs Seres   | 1:53:59.94 | +6:36.26  |
| 21   | Moritz Rainer Bockes | 1:55:51.94 | +8:28.25  |
| 22   | Ricardo Santos       | 1:55:52.83 | +8:29.14  |
| 23   | Jonas Claus Kusche   | 1:55:58.13 | +8:34.45  |
| 24   | Atakan Ercan         | 1:56:14.81 | +8:51.12  |
| 25   | Mauro Bobanovic      | 2:00:30.00 | +13:06.31 |
| 26   | Francisco Amaral     | 2:00:30.33 | +13:06.65 |
| 27   | Dogukan Ulac         | 2:01:25.53 | +14:01.84 |
| 28   | Tomas Pavelka        | 2:07:35.43 | +20:11.74 |
| -    | Emir Batur Albayrak  | DNF        | DNF       |
| -    | Sean McCann          | DNF        | DNF       |
| -    | Logan Vanhuys        | DNF        | DNF       |